# Colobe

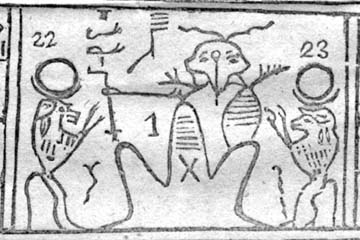
Detalhe do hipocéfalo de Joseph Smith no qual, segundo Joseph Smith, contém uma representação de Colobe (referência nº 1).

Colobe (em inglês: Kolob) é uma estrela ou planeta mencionado no Livro de Abraão como sendo o mais próximo do trono ou residência física de Deus. A menção deste corpo celeste é encontrada no Livro de Abraão, considerado pela Igreja de Jesus Cristo dos Santos dos Últimos Dias como uma de suas obras-padrão. Enquanto o Livro de Abraão refere-se a Colobe como uma "estrela", o mesmo também se refere a planetas como estrelas, e por isso alguns estudiosos da teologia mórmon consideram Colobe um planeta.  A ideia também aparece na cultura mórmon, incluindo uma referência à Colobe em um hino da Igreja intitulado "If You Could Hie to Kolob".

## Doutrina e exegese

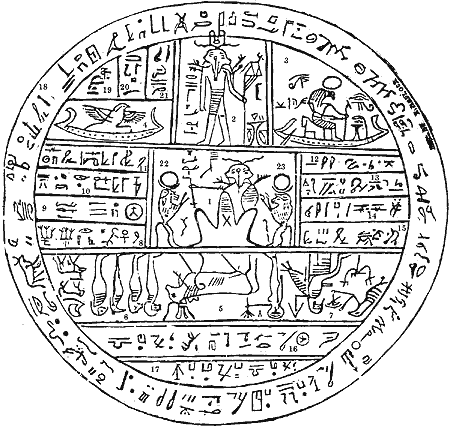
Fac-símile 2 do Livro de Abraão, a parte na qual Smith, refere-se a Colobe é numerado por um "1" no centro.

### Descrição no Livro de Abraão
A primeira publicação referida à Colobe é encontrada no Livro de Abraão, publicado pela primeira vez no Times and Seasons, em 1842, e agora incluído na Pérola de Grande Valor como parte do cânon das Escrituras da Igreja de Jesus Cristo dos Santos dos Últimos Dias. O Livro de Abraão, de acordo com os mórmons, foi ditado por Joseph Smith, que consideram restaurador da Igreja de Jesus Cristo e do sacerdócio na Terra, depois de ter adquirido um conjunto de papiros egípcios de uma exposição itinerante de múmias. Quando esta passava pela cidade de Kirtland, Ohio, onde Smith estava naquele momento, ele foi instado a adquirir os manuscritos. De acordo com Smith, estes papiros os descreveram uma visão de Abraão, que afirma:
"E o Senhor disse-me: Estas são as que regem; e o nome da grande é a Colobe, porque ela está próxima de mim, pois eu sou o Senhor teu Deus; coloquei esta para reger todas as que pertencem à mesma ordem daquela onde te encontras."
Em uma explicação do hipocéfalo que fazia parte dos papiros do Livro de Abraão, Joseph Smith descreveu:
"Colobe, que significa a primeira criação, a mais próxima do celeste, ou seja, da morada de Deus. A primeira em governo, a última pertencente ao cálculo de tempo. O cálculo segundo o tempo celestial, tempo celestial esse que significa um dia por côvado. Um dia em Colobe é igual a mil anos, de acordo com o cálculo desta Terra, que é chamada pelos egípcios Ja-o-e."
O Livro de Abraão descreve uma hierarquia de corpos celestes, incluindo a Terra, a Lua e o Sol, cada um com diferentes movimentos e medições de tempo, onde, na parte superior, o corpo mais lento de rotação é Colobe, em que um dia é igual a 1.000 anos terrestres – o que faz lembrar 2 Pedro 3:8, que diz: "um dia para o Senhor é como mil anos". Informações adicionais sobre Colobe é encontrada no Egyptian Papers Kirtland, constituindo manuscritos na caligrafia de Smith.
Cabe ressaltar que os papiros atribuídos por Smith a Abraão são, de acordo com egiptólogos, fragmentos finais do Livro dos Mortos egípcio; sem nenhuma relação com os personagens ou o tempo que a Igreja de Jesus Cristo dos Santos dos Últimos Dias atribui.  Estudiosos mórmons, no entanto, defendem atualmente a interpretação de Joseph Smith como uma "revelação" que desafia a ciência tradicional.

## Exegese literal de acordo com o mormonismo e especulações
De acordo com a interpretação literal que a Igreja de Jesus Cristo dos Santos dos Últimos Dias faz, o Livro de Abraão, Colobe corresponde a um planeta ou estrela no universo que é, ou está perto, do trono físico de Deus. De acordo com Joseph Smith, essa estrela foi descoberta por Matusalém e Abraão através de Urim e Tumim.  O historiador e líder mórmom B.H. Roberts interpreta as declarações de Smith dizendo que se refere ao Sistema Solar e seu "planeta" governante, o Sol, gira ao redor de una estrela conhecida como Kae-e-vanrash, na qual gira em torno do seu próprio sistema solar entorno de una estrela chamada Kli-flos-es-es ou Hah-ko-kau-beam, que por sua vez gira em torno de Colobe, que ele caracterizou como "o grande centro do universo ao qual o nosso sistema planetário pertence". Roberts está confiante de que esta hierarquia de estrelas que orbitam outras estrelas seja confirmada por astrônomos.
A interpretação literal de Colobe como uma estrela ou planeta tem um impacto significativo sobre a formação da fé mórmon e também para críticas, levando a conceitos como a de que Deus habita dentro deste universo, e que a criação bíblica é uma criação local, seja da terra, ou do sistema solar ou da galáxia, no lugar de toda e qualquer realidade física conhecida.

### Local de nascimento da Terra
De acordo com vários escritores mórmons, (como Cleon Skousen em seu livro The First 2,000 Years) a Terra foi criada perto de Colobe por um período de 6.000 anos (6 dias de acordo com o tempo de Colobe), e logo depois foi juntada ao atual sistema solar depois da queda de Adão. A teoria baseia-se em afirmações orais feitas por Joseph Smith. Esta teoria também é baseada em uma passagem do Livro de Abraão que indica que no Jardim do Éden o tempo era medido "como o tempo do Senhor, que era segundo o tempo de Colobe, porque até então, os Deuses não tinham dado a Adão nenhuma maneira de calcular o tempo". de acordo com a teoria, a razão por qual o tempo da terra se media com o tempo de Colobe é porque a Terra estava fisicamente perto de Colobe. Como resultado, alguns escritores mórmons argumentam que no final dos tempos, a Terra será arrebatada do sistema solar e retornada para a sua órbita original ao redor de Colobe.
Usando um raciocínio criacionista tradicional, o influente teólogo e líder mórmon Bruce R. McConkie chegou a uma conclusão diferente, sustentando que, durante o primeiro "dia" da criação (não necessariamente 1.000 anos, um dia no tempo de Colobe, poderia ter sido qualquer medida de tempo), a Terra foi formada e colocada em órbita ao redor do Sol.
A ideia de que a Terra foi formada em outro lugar e, em seguida, migrou para orbitar em torno do Sol é diferente da explicação científica da formação da Terra. De acordo com o consenso científico, a Terra se formou em órbita em torno do Sol cerca de 4,5 bilhões de anos atrás por expansão de um disco protoplanetário, e manteve-se perto de sua órbita original, até o presente.

### Estrela ou planeta?
O Livro de Abraão não está claro se Colobe era uma estrela ou um planeta, e escritos mórmons têm tomado posições em ambos os lados desta questão. Parte do Livro de Abraão afirma que Abraão "E vi as estrelas e elas eram muito grandes; e vi que uma delas estava mais perto do trono de Deus… e o nome da grande é Colobe".  Assim, Colobe é referido como uma "estrela". No entanto, o livro define a palavra Kokaubeam (uma transliteração do hebraico "כּוֹכָבִים" [ver Gênesis 15:05]), no sentido de "todas as grandes luzes, que estavam no firmamento do céu". Isto parece incluir os planetas como parte das "estrelas" e, aparentemente, a mesma terra é considerada entre essas "estrelas". O Livro de Abraão parece classificar Colobe dentro de uma hierarquia de "planetas". Além disso no alfabeto e gramática egípcia de Joseph Smith, ele classifica Colobe como uma dos doze "estrelas fixas", ao contrário dos quinze "planetas em movimento". O termo estrela fixa geralmente se refere a um objeto astronômico que parece não se mover no céu, podendo ter apenas um lento movimento próprio, como foi descrito em 1718 por Edmund Halley. Apesar de "fixa" de acordo com Smith, Colobe se move "mais rápido do que o resto das doze estrelas fixas". Por outro lado no Livro de Abraão, Smith refere-se a "planetas ou estrelas fixas", o que implica que alguns planetas podem ser "fixos". Também se refere ao Sol como um "planeta regente" complicando ainda mais a terminologia. Portanto, não há consenso sobre se Joseph Smith sabia que se Colobe é um planeta ou uma estrela.
Escritores da Igreja de Jesus Cristo dos Santos dos Últimos Dias têm tomado um ou outro dos posicionamentos quanto a Colobe ser uma estrela ou um planeta. Brigham Young, o segundo presidente de A Igreja de Jesus Cristo dos Santos dos Últimos Dias, falou de Colobe como planeta. Da mesma forma, os apóstolos John Taylor, Orson Pratt (um matemático interessado em astronomia), Orson F. Whitney e Alvin R. Dyer se referiram à Colobe como um planeta. Outros teólogos mórmons também consideram Colobe como um planeta. No entanto, vários outros escritores mórmons têm se referido a Colobe como uma estrela, incluindo B.H. Roberts e o presidente da igreja David O. McKay.

### Astronomia especulativa
Vários autores têm tentado incluir Colobe na astronomia moderna. Tais esforços especulativos não tiveram aceitação fora da Igreja de Jesus Cristo dos Santos dos Últimos Dias. Dois autores mórmons, por exemplo, têm publicado livros, afirmando que Colobe é uma estrela no Centro da Via Láctea. Essa opinião tem recebido apoio de várias ex-autoridades gerais, incluindo J. Reuben Clark, George Reynolds e Janne M. Sjödahl. No entanto, sabe-se que o centro da galáxia é uma fonte de ondas de rádio muito brilhante e compacta, quase certamente um buraco negro supermaciço. Nos meados do século 19, os primeiros esforços para encontrar um "sol central", um único centro da galáxia, foram em vão.
Outro autor Mórmon tem a hipótese de que Colobe existe fora da Via Láctea em um lugar chamado "centro metagalactic", e que esta galáxia e outras galáxias giram em torno dele. Dentro da astronomia, a ideia de um centro metagaláctico já foi aceita, mas foi abandonada porque, em grande escala, a expansão do universo não possui um centro gravitacional.
Ainda outro autor Mórmon tem especulado que Colobe é a estrela Polaris.

## Expressões populares

### "If You Could Hie to Kolob"
"If You Could Hie to Kolob" (em tradução livre, "Se Você Pudesse Ir Para Colobe"; hie significa "apressar-se") é um hino, escrito por W. W. Phelps,  um dos primeiros mórmons. Foi originalmente publicado em 1842 no Times and Seasons e é o hino número 284 do hinário atual da Igreja SUD. O hino faz apenas uma única referência à Colobe, na primeira linha do hino (a partir do qual o título do hino é derivado). É o único hino do hinário atual Igreja SUD que menciona Colobe. O hinário SUD atualmente vai até a numeração 204.

### Outros exemplos
- É conhecido entre os fãs da cultura popular norte-americana como a inspiração para o planeta Kobol no universo Battlestar Galactica, criado por Glen A. Larson, um mórmon.[34][35]
- O Parque Nacional de Zion tem uma região conhecida como Kolob Canyons.
- Kolob era também o nome da sonda alienígena das crianças da série de ficção Children of the Dog Star transmitido em 1984 na Nova Zelândia.
- Kolob foi o nome de uma empresa de produção e gravadoras fundada pelos The Osmonds na década de 1970. Publicado em associação com a MGM Records (que foi absorvida pela Polydor em 1976), o logotipo consistiu de uma mão segurando uma bola de argila, ambos aproximando-se do planeta. The Osmonds também gravaram um álbum, chamado The Plan, que trata de temas do Igreja de Jesus Cristo dos Santos dos Últimos Dias relacionados a Colobe.
- O musical The Book of Mormon inclui uma referência ao planeta Colobe.[36]